# Klosterskov (Flensborg)
Klosterskov (dansk) eller Klosterholz (tysk) er et område beliggende omkring Mørvigvej i det sydlige Mørvig i Flensborg. Navnet betegner en forhenværende skov tæt ved Mørvig Bugt nord for Flensborg midtby, som tilhørte byens hospital (og det tidligere kloster). Skoven var en del af et større sammenhængende skovområde i det nordlige Angel (sml. Tved Skov, Tved Ager og Tved Mark). Stednavnet er første gang dokumenteret 1590.
I første halvdel af 1800-tallet fandtes der en lille bebyggelse med enkelte kådnerhuse ved skoven, som hørte under Adelby Sogn i Husby Herred og som enklave til Fruerlund kommune. Oprettelsen af marineskolen i begyndelsen af 1900-tallet førte senere til omfattende byggeaktiviteter på stedet. Efterhånden blev store hidtil ubebyggede arealer bebygget med både etageboliger og parcelhuse. Skoven forsvandt, og området fik dermed et helt nyt udseende. Et af de første nybyggerier var Hotel Søvagt (Hotel Seewarte) fra 1906. De sidste kådnerhuse blev revet ned i 1920'erne og udskiftet med tidstypiske tyske nybygninger.
I 1910 blev Klosterskov indlemmet i Flensborg kommune og udgør nu den sydlige del af bydelen Mørvig. Syd for Klosterskov ligger bydelen Fruerlund med Kilseng-kvarteret; nord for området ligger Mørvigs nuværende centrum med Tved Plak (på dansk også Tved Plads).